# Danh sách Tổng thống Nam Sudan
Khu vực miền Nam Sudan (hiện là nước cộng hòa độc lập Nam Sudan) đã trở thành tự trị lần đầu tiên, ở miền nam Sudan năm 1972, thông qua Hiệp định Addis Ababa, và chính quyền địa phương của nó có năm Tổng thống cho đến năm 1983, khi chính quyền trung ương Sudan bị thu hồi tự chủ. Tự chủ được tăng trở lại trong năm 2005, thông qua các Hiệp định hòa bình toàn diện có nghĩa là để kết thúc Nội chiến Sudan lần 2, và vị trí của chủ tịch của miền Nam Sudan đã được khôi phục. Sau đó, vào ngày 09 tháng 7 năm 2011, Nam Sudan đã trở thành một quốc gia độc lập.

## Các chức danh
Mặc dù hiện nay giành danh hiệu của người đứng đầu nhà nước nam sudan là Tổng thống, người đứng đầu nhà nước Nam Sudan đã có được một số danh hiệu trong suốt lịch sử của đất nước:
- 1972-1983: Chủ tịch Hội đồng điều hành tối cao
- 2005-2011: Tổng thống của Chính phủ
- 2011- nay: Tổng thống Cộng hòa Nam Sudan

## Danh sách các nguyên thủ quốc gia của Nam Sudan
(Thời gian in nghiêng cho thấy trên thực tế sự tiếp tục của chính phủ)
| Nhiệm kỳ                                    | Hình                                          | Tên                                                          | Đảng                   | Chú thích                         |
| ------------------------------------------- | --------------------------------------------- | ------------------------------------------------------------ | ---------------------- | --------------------------------- |
| Khu tự trị miền Nam                         | Tự trị                                        | Tự trị                                                       | Tự trị                 | Tự trị                            |
| 6 tháng 4 năm 1972 đến tháng 2 năm 1978     |                                               | Abel Alier, Chủ tịch Hội đồng điều hành tối cao              | SF                     | Lần 1                             |
| tháng 2 năm 1978 đến 12 tháng 7 năm 1979    |                                               | Joseph Lagu, Chủ tịch Hội đồng điều hành tối cao             | SANU                   |                                   |
| 12 tháng 7 năm 1979 đến 30 tháng 5 năm 1980 |                                               | Peter Gatkuoth, Chủ tịch Hội đồng điều hành tối cao          |                        |                                   |
| 30 tháng 5 năm 1980 đến 5 tháng 10 năm 1981 |                                               | Abel Alier, Chủ tịch Hội đồng điều hành tối cao              | SF                     | Lần 2                             |
| 5 tháng 10 năm 1981 đến 23 tháng 6 năm 1982 |                                               | Gismalla Abdalla Rassas, Chủ tịch Hội đồng điều hành tối cao | SSLM                   |                                   |
| 23 tháng 6 năm 1982 đến 5 tháng 6 năm 1983  |                                               | Joseph James Tombura, Chủ tịch Hội đồng điều hành tối cao    | SANU                   |                                   |
| 5 tháng 6 năm 1983 đến 9 tháng 7 năm 2005   | Quyền tự chủ bị bãi bỏ                        | Quyền tự chủ bị bãi bỏ                                       | Quyền tự chủ bị bãi bỏ | Quyền tự chủ bị bãi bỏ            |
| Khu tự trị miền Nam                         | Tự chủ được khôi phục                         | Tự chủ được khôi phục                                        | Tự chủ được khôi phục  | Tự chủ được khôi phục             |
| 9 tháng 7 năm 2005 đến 30 tháng 7 năm 2005  |                                               | John Garang, Tổng thống của Chính phủ                        | SPLM                   | Đã chết trong một tai nạn máy bay |
| 30 tháng 7 năm 2005 đến 11 tháng 8 năm 2005 |                                               | Salva Kiir Mayardit, Quyền Tổng thống của Chính phủ          | SPLM                   |                                   |
| 11 tháng 8 năm 2005 đến 9 tháng 7 năm 2011  | Salva Kiir Mayardit, Tổng thống của Chính phủ |                                                              | SPLM                   |                                   |
| Cộng hòa Nam Sudan                          | Độc lập khỏi Sudan                            | Độc lập khỏi Sudan                                           | Độc lập khỏi Sudan     | Độc lập khỏi Sudan                |
| 9 tháng 7 năm 2011 đến nay                  |                                               | Salva Kiir Mayardit, Tổng thống                              | SPLM                   |                                   |

Lưu ý: Các Tổng thống Nam Sudan cũng là Phó Tổng thống của chính phủ cho đến ngày 09 tháng 7 năm 2011.

#### Các đảng
- SF - Mặt trận phía Nam
- Sanu - Liên minh Quốc gia châu Phi Sudan
- SSLM - Phong trào Giải phóng miền Nam Sudan
- SPLM - Phong trào Giải phóng nhân dân Sudan